# Emilly Johnston
Emilly Johnston, née le 29 avril 2002, est une coureuse cycliste canadienne spécialiste de VTT cross-country.

## Résultats en VTT

### Championnats du monde
- Glentress Forest 2023
  - 4e du cross-country espoirs
- Pal Arinsal 2024
  -  Médaillée de bronze du cross-country espoirs

### Coupe du monde
Coupe du monde de VTT cross-country espoirs
- 2022 : 7e du classement général
- 2023 : 8e du classement général
- 2024 : 4e du classement général

Coupe du monde de VTT cross-country short track espoirs
- 2023 : 9e du classement général
- 2024 : 2e du classement général, vainqueur d'une manche

### Championnats du Canada
- 2024
  - 2e du cross-country

## Résultats en cyclo-cross
- 2019-2020
  -  Championne du Canada de cyclo-cross juniors
- 2022-2023
  -  Championne du Canada de cyclo-cross espoirs